# Péter Szényi

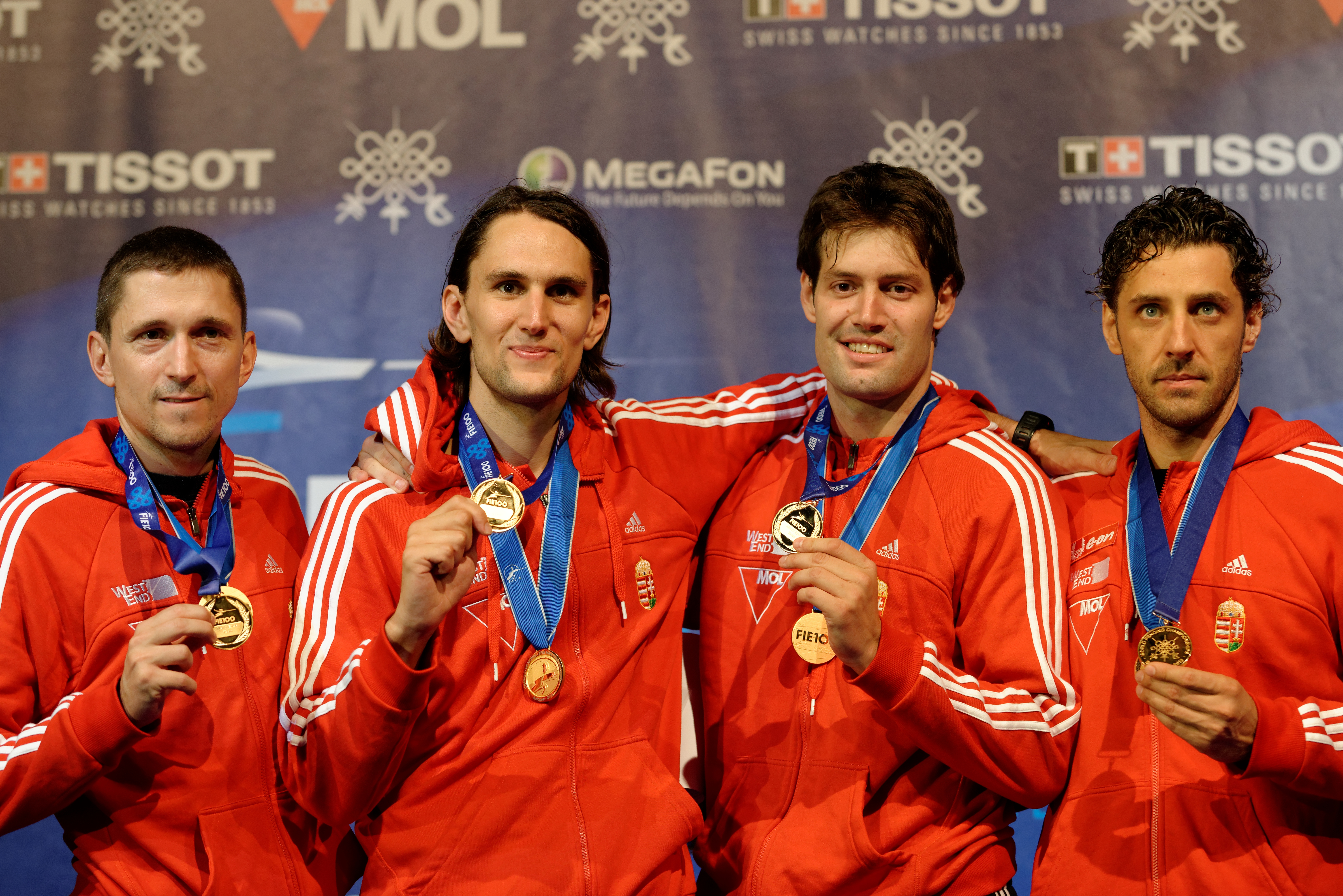
Da esquerda para a direira: Géza Imre, András Rédli, Péter Szényi e Gábor Boczkó, medalhistas de ouro no Campeonato Mundial de 2013

Péter Szényi (Budapeste, 18 de março de 1987) é um esgrimista húngaro que atua na categoria espada, medalhista europeu e mundial com a equipe húngara.

## Carreira
Em 2011, Szényi integrou a equipe húngara de espada vice-campeã mundial, conquistando a medalha de prata. Ele também conquistou duas medalhas de pratas com a equipe húngara nas edições de 2012 e 2013 do Campeonato Europeu de Esgrima. Em 2013, conquistou a medalha de ouro com a equipe húngara no Campeonato Mundial realizado em Budapeste.